# NYSE Arca
NYSE Arca 是纽约证券交易所旗下的一家全电子证券交易所，其前身为群岛证券交易所（英語：Archipelago Exchange，缩写：ArcaEx）。其于1994年11月成立于芝加哥；1997年1月20日起开始接受交易订单；2006年并入纽约证券交易所。它主要为交易所交易基金和美国公司的有价证券提供交易市场，目前主要使用技术手段交易在纽交所和纳斯达克交易所的股票，其本身不接受公司在此挂牌上市。